# 塙忠宝
塙 忠宝（はなわ ただとみ、文化4年12月4日（1808年1月1日） - 文久2年12月22日（1863年2月10日））は、江戸時代末期（幕末期）の国学者。塙保己一の四男。母は岡田イヨ。通称は次郎（じろう）。なお、忠宝の諱は林述斎が命名した。

## 業績

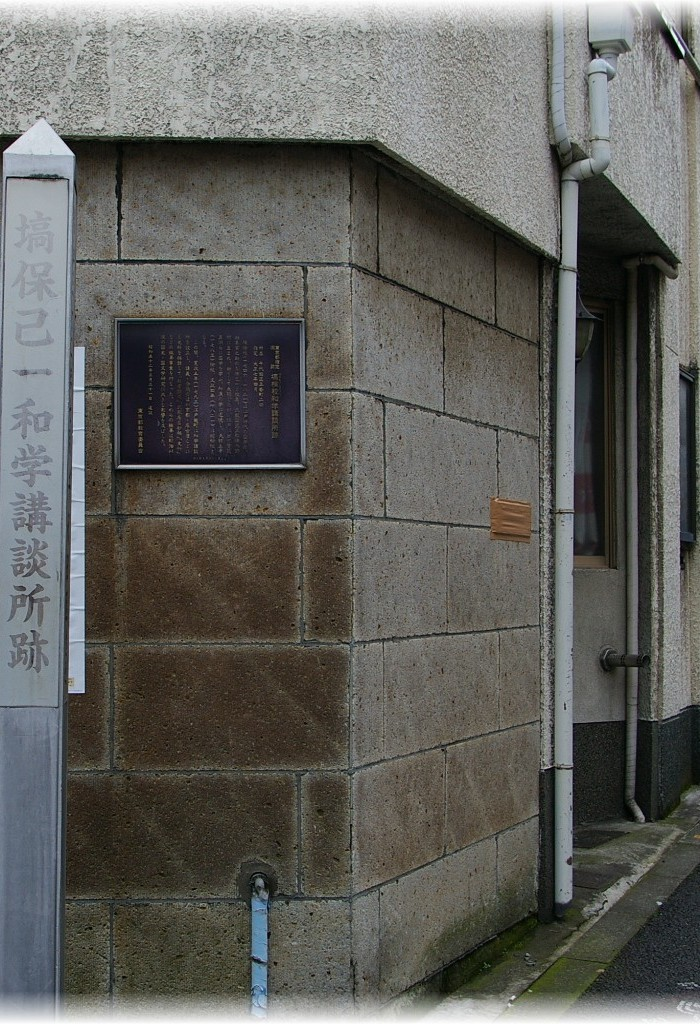
暗殺現場である塙忠宝邸跡前
(東京都千代田区九段)

『史料』、『武家名目抄』、『続群書類従』などの編纂に携わった。また、『南朝編年稿』『近世武家名目一覧』『集古文書』などを編著した。
文久2年（1862年）、江戸幕府老中安藤信正の命で、前田夏蔭と共に寛永以前の幕府による外国人待遇の式典について調査するも、孝明帝を廃位せしめるために「廃帝の典故」について調査しているとの誤った巷説が伝えられ、勤皇浪士たちを刺激。12月21日、幕臣中坊陽之助邸（駿河台）で開かれた和歌の会から帰宅したところ、自宅兼和学講談所の前で知人の加藤甲次郎と共に襲撃され、翌日死去した。

## 暗殺
忠宝を暗殺した襲撃者については、伊藤博文と山尾庸三であると言われる。渋沢栄一が大正10年（1921年）、忠宝六十年祭に出席した際にそのことを明らかにしており、田中光顕が伊藤本人から聞いた暗殺時の話も記録されている。初代伊藤痴遊がこの暗殺事件について伊藤博文本人に問いただしたところ、「我輩は、よく知らんよ」と博文は返したものの、痴遊は「然しその態度や口振りから考えて言外の意味は読むことが出来た」としている。シーボルトの長男アレクサンダーは1882年3月21日の日記に、当時ドイツのベルリン滞在中であった伊藤博文本人から聞いた、文久2年に「H」という学者を暗殺した際の述懐を記している。

## その後
大正10年（1921年）6月、検校塙保己一の百年祭および忠宝六十年祭を新宿区の愛染院で行うことになり、忠宝の孫で温故学会初代理事長の塙忠雄は、祖父を暗殺した博文の息子である伊藤博邦に出席を依頼した。博邦は関わり合いを否定し断ったものの、周旋の結果、代理として陸軍大将大井成元が出席、山尾庸三の息子山尾三郎も参列した。この式典の最後に発起人の渋沢栄一がスピーチで忠宝暗殺について触れ、「伊藤・山尾両家より玉串料を供せられ、ことに山尾子爵のしたしくこの席に列せられしは、国事に関しては、恩怨共に遺る聖代に当り自他共に何等悪感の存するところなきの実を示したるもの」と述べている。
忠宝の子・塙忠韶は明治維新後、政府から召しだされ大学少助教に任ぜられ、文部小助教、租税寮十二等出仕、修史局御用掛へと出世をした。旧幕臣でありながら異例の出世をしたことについて、小説家の司馬遼太郎は、伊藤が後年自責の念から忠宝の子である忠韶を厚遇したのではないかと推測している。
山尾庸三は明治維新後、盲学校、聾学校の設置を主張する建白書を表すなど、障害者教育に熱心に取り組み、楽善会訓盲院（後の東京盲唖学校）の運営にも深く関わっているが、明治9年（1876年）に設立認可が下りた日にちなむ同校の設立記念日である12月22日（新暦）は、忠宝の命日と同じ日付（旧暦）である。これは盲目の国学者として著名な塙保己一を父に持つ忠宝を殺害したことへの贖罪意識の表れとも考えられるが、真偽は不明である。